# نجيب غاندي
نجيب غاندي (بالفرنسية: Najib Gandi)‏ (23 يونيو 1994 بفرنسا - ) هو لاعب كرة قدم فرنسي في مركز الوسط.

## روابط خارجية
- نجيب غاندي على موقع رابطة كرة القدم الفرنسية للمحترفين (الإنجليزية)
- نجيب غاندي على موقع قاعدة بيانات كرة القدم.إي يو (الإنجليزية)
- نجيب غاندي على موقع Soccerway.com (الإنجليزية)